# Никола Вујовић (фудбалер)
Никола Вујовић (Цетиње, 23. јун 1981) бивши је црногорски фудбалер. Играо је на позицији везног играча.

## Каријера

### Клупска
Вујовић је у сениорској конкуренцији наступао за цетињски Ловћен (1999–2001), суботички Спартак (2001–2002), у два наврата (2003–2005 и 2007) је био фудбалер подгоричке Будућности, играо је и за грчки Акратитос (2005–2006). У календарској 2008. години је као играч будванског Могрена (јесењег шампиона Црне Горе у сезони 2008/09) наступио на 33 званичне утакмице и постигао 9 голова.
У јануару 2009. је потписао трогодишњи уговор са Партизаном. На 136. вечитом дербију, који је одигран 8. априла 2009. на стадиону Партизана, Вујовић је у 82. минуту савладао Сашу Стаменковића и поставио коначних 2:0 за Партизан који је претходно повео у 12. минуту преко Ламина Дијаре. Постигао је и два гола 16. маја 2009. на гостовању Раду на Бањици. Током пролећног дела шампионата 2008/09. је одиграо 11 првенствених мечева код тренера Славише Јокановића, и на крају сезоне је освојио дуплу круну. У наредној 2009/10. сезони код тренера Горана Стевановића је ретко добијао шансу. Одиграо је само три првенствена меча током јесењег дела шампионата.
Крајем децембра 2010. се вратио у Могрен, потписавши трогодишњи уговор са клубом. Након истека уговора, у децембру 2013, напушта Могрен. У јануару 2014. потписује за Челик из Никшића. Одиграо је једну полусезону у Челику, да би се онда вратио Ловћен где је провео наредних годину и по дана. Последње године каријере проводи у црногорским друголигашима Цетињу, Кому и Морнару.

### Репрезентативна
За сениорску репрезентацију Црне Горе је одиграо шест утакмица. Дебитовао је 2007. године на Кирин купу у Јапану. Наступио је на обе утакмице на том турниру, против Јапана и Колумбије. Током 2008. године је наступио на две пријатељске утакмице, против Норвешке и Македоније, а једине такмичарске утакмице за национални тим је одиграо током 2009, када је наступио на две утакмице (против Италије и Грузије) у квалификацијама за Светско првенство 2010. у Јужној Африци.

## Трофеји

### Партизан
- Суперлига Србије (2): 2008/09, 2009/10.
- Куп Србије (1): 2008/09.

### Могрен
- Првенство Црне Горе (1): 2010/11.